# DOKIDOKI (JITTERIN'JINNのアルバム)
『DOKIDOKI』（ドキドキ）は、1989年11月1日に発売されたJITTERIN'JINNの1枚目のミニ・アルバム。

## 解説
- メジャー・デビューシングルとなった「エヴリデイ」を含むミニアルバム。代表曲が多く収録されている。
- CD及びカセットテープが同時発売。

## 収録曲
全作詞・作曲・編曲：破矢ジンタ
1. アニー
関西テレビ・フジテレビ系「さんまのまんま」オープニングテーマ
2. SINKY-YORK
3. なによ!
4. エヴリデイ
特に表記はないが、シングルと異なるAlbum Versionである。
5. 相合傘
6. いつかどこかで